# Ochropleura obsoleta
Ochropleura obsoleta är en fjärilsart som beskrevs av Corti 1933. Ochropleura obsoleta ingår i släktet Ochropleura och familjen nattflyn. Inga underarter finns listade i Catalogue of Life.